# Rubempré
Rubempré ist eine französische Gemeinde mit 723 Einwohnern (Stand 1. Januar 2022) im Département Somme in der Region Hauts-de-France. Sie gehört zum Arrondissement Amiens und zum Kanton Corbie.

## Bevölkerungsentwicklung

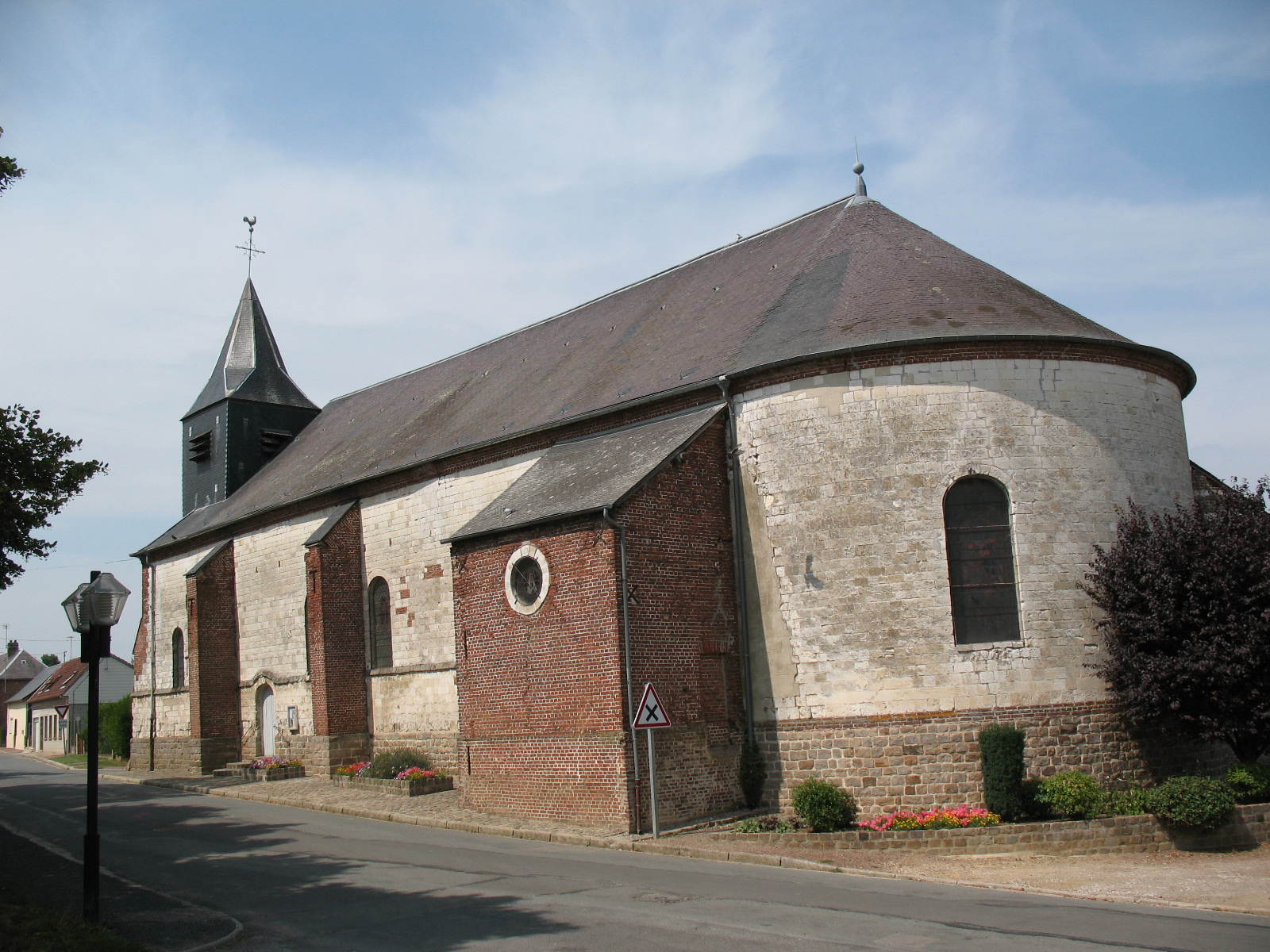
Kirche Saint-Léonard

- 1962: 340
- 1968: 421
- 1975: 433
- 1982: 486
- 1990: 634
- 1999: 675